# Mohammed Sahbi Basly
Mohammed Sahbi Basly (* 6. März 1952 in Sousse) ist ein tunesischer Politiker und Diplomat im Ruhestand. Von Januar 2005 bis September 2010 war er tunesischer Botschafter in der Volksrepublik China. Er ist verheiratet, Vater von drei Kindern, Arzt und praktizierender Muslim.

## Werdegang
In Neu-Delhi war er Botschafter von 1999 bis 2001. Vom 8. Oktober 2001 an war er Botschafter in Madrid. Er war vom Januar 2005 bis September 2010 Botschafter in Peking und war bei den Regierungen von China, Nordkorea, Kambodscha und Laos akkreditiert. Unter dem Vorsitz der tunesischen Delegation fand im November 2006 in Peking der erste China-Afrika-Gipfel statt. Im November 2008 leitete er die tunesische Delegation bei einer Ministertagung China mit der arabischen Welt und hatte den Vorsitz in einem Begleitausschuss eines China-Afrika-Forums in Kairo. Am 29. Oktober 2016 wurde er Vorsitzender des Vereins Silk Road International, Cultural and Commercial Organisation für das Mittelmeer. Die Partei Al-Mustakbal (El Mostaqbel Die Zukunft) gründete er am 22. September 2015.